# 14062 Cremaschini
14062 Cremaschini este un asteroid din centura principală de asteroizi.

## Descriere
14062 Cremaschini este un asteroid din centura principală de asteroizi. A fost descoperit pe 14 februarie 1996 la Cima Ekar de Maura Tombelli și Ulisse Munari. Asteroidul prezintă o orbită caracterizată de o semiaxă mare de 2,43 ua, o excentricitate de 0,13 și o înclinație de 2,7° în raport cu ecliptica.